# ريجونث
ريجونث كانت أميرة فرنكية، بحيث أنها الابنة الكبرى للملك شيلبيريك الأول وزوجته فريدجوند. في 583 كانت مخطوبة من ريكارد، الابن الأكبر للملك ليوفيجيلد.
كانت والدتها تغار منها بشدة، وأصرت والدتها باستمرار أنها سوف تكون عشيقة الملك بدلًا منها. انتظرت والدتها فرصتها وتحت ذريعة رحابة الصدر أخذتها إلى غُرفة الكنز وأظهرت لها جواهر الملك في صندوق كبير. مُتظاهرة بالتعب، قالت "أنا مُتعبة، ضعي يدك في الصندوق، وأخرج ما قد تجديه". عندها قامت الأم بإسقاط غطاء الصندوق على رقبتها وكانت ستقتلها لو لم يهرع الخدم لمُساعدتها في النهاية. كان تاريخ وفاتها غير معروف.